# Пресечно Височко
Пресечно Височко је насељено место у саставу општине Високо у Вараждинској жупанији, Хрватска. До територијалне реорганизације у Хрватској налазило се у саставу старе општине Нови Мароф.

## Становништво
На попису становништва 2011. године, Пресечно Височко је имало 180 становника.

## Попис1991.
На попису становништва 1991. године, насељено место Пресечно Височко је имало 225 становника, следећег националног састава:
| Попис 1991.‍ | Попис 1991.‍ | Попис 1991.‍ | Попис 1991.‍ | Попис 1991.‍ |
| ----------- | ----------- | ----------- | ----------- | ----------- |
|             |             |             |             |             |
| Хрвати      | Хрвати      |             | 223         | 99,11%      |
| Словенци    | Словенци    |             | 1           | 0,44%       |
| непознато   | непознато   |             | 1           | 0,44%       |
| укупно: 225 |             |             |             |             |